# Selamectină
Selamectina este un antihelmintic și insecticid din clasa avermectinelor, fiind de uz topic. Este utilizat doar în medicina veterinară, pentru tratamentul parazitozelor la câini și pisici. Prezintă o structură similară cu ivermectina.